# Eduard Landa
Eduard Landa (14. března 1926 Žamberk – 7. dubna 2006 Žamberk) byl český malíř regionu Podorlicka.

## Život
Eduard Landa byl společně se svým dvojčetem, sestrou Helenou, jedním ze sedmi dětí písmomalíře Landy, který do Žamberka přišel v roce 1914 z Prahy. Po absolvování obecné a měšťanské školy se u svého otce (stejně jako jeho jediný bratr) vyučil písmomalířem. Malování bylo koníčkem, jímž se mladý Landa ve volných chvílích intenzivně zabýval. Vzorem mu byli mnozí malíři, kteří v Žamberku a okolí působili a u nichž čerpal zkušenosti a poznával různé techniky malby.
V nedalekém Kunvaldu působil akademický malíř Ludvík Vacátko a v Rybné nad Zdobnicí Jan Slavíček (syn Antonína Slavíčka). Tito dva umělci ovlivnili Eduarda Landu asi nejsilněji.

## Tvorba
Eduard Landa se nejvíce věnoval malování krajinek podhůří Orlických hor a rodného Žamberka, provedených technikou akvarelu, část jeho tvorby byla též zátiší. Zvládl však i jiné techniky, včetně olejomalby a vypracoval si svůj charakteristický osobitý styl, který se lety ustálil a je snadno rozpoznatelný.
I když se Landovi nedostalo akademického vzdělání a musel se spoléhat na to co se přiučil u starších kolegů, svou pílí se propracoval mezi nejlepší malíře regionu a za to byl v roce 1998 odměněn čestným členstvím Masarykovy akademie umění v Praze.